# Anacamptodon fortunei
Anacamptodon fortunei är en bladmossart som beskrevs av Mitten 1864. Anacamptodon fortunei ingår i släktet Anacamptodon och familjen Fabroniaceae. Inga underarter finns listade i Catalogue of Life.